# Еотитанозух
Еотитанозух (Eotitanosuchus) — рід терапсид, що існував у пермському періоді 267 млн років тому. Скам'янілості знайдені поблизу міста Очер у Пермському краї в Росії.

## Назва
Назва роду Eotitanosuchus перекладається як «ранній крокодил-титан».

## Опис
Вид відомий лише по черепу без нижньої щелепи, що був похований у паводкових відкладеннях, що містять багато скелетів естемменозуха. Череп сягає 35 см завдовжки, отже загальна довжина тіла могла становити 2,5 м. Ця тварина була хижаком, проте слабкі жувальні м'язи вказують на слабкий укус.